# Dino Risi
Dino Risi (Milão, 23 de dezembro de 1916 — Roma, 7 de junho de 2008) foi um cineasta italiano. Considerado um dos pais da comédia italiana, Risi realizou 54 filmes ao longo de meio século, em que retratou sutilmente a sociedade italiana.

## Biografia
Risi formou-se em medicina em sua cidade natal, onde se especializou em psiquiatria. Antes de se lançar no cinema, ele foi crítico, roteirista e produtor de documentários. Durante a Segunda Guerra Mundial, Risi se refugiou na Suíça onde estudou cinema com o ator e diretor belga Jacques Feyder.
Iniciou sua carreira como assistente de Mario Soldati em "Piccolo Mondo Antico", de 1941, e de Alberto Lattuada em "Giacomo l'idealista", de 1942. Filmou cerca de 20 curtas na década de 1940.
Na década de 1950, Risi se instalou em Roma. Lá, começaria a se consagrar no cinema, se tornando um dos grandes realizadores das comédias italianas, ao lado de Ettore Scola, Luigi Comencini, Mario Monicelli e Pietro Germi.
Em 1951, filmou "Vacanze Col Gangster" (conhecido como "Férias com o Gângster" no Brasil). Começou a fazer sucesso com "Il Segno di Venere" ("O Signo de Vênus" no Brasil) e "Pane, Amore E..." ("Pão, Amor e..." no Brasil), ambos de 1955 e estrelados pela dupla Sophia Loren e Vittorio De Sica. Ao longo de sua carreira cinematográfica, Risi trabalharia com outros atores cômicos como Vittorio Gassman, Ugo Tognazzi, Alberto Sordi e Monica Vitti.
O êxito de "Poveri Ma Belli" ("Pobres, Mas Belas" no Brasil), lançado no ano seguinte, foi tão grande que gerou duas continuações com os mesmos personagens: "Bella Ma Povere" ("Pobres, Porém Formosas" no Brasil), de 1957, e "Poveri Milionari" ("Pobres Milionários" no Brasil), de 1959. 
Outros grande sucesso na carreira de Risi foi "Il Sorpasso" ("Aquele que Sabe Viver" no Brasil), de 1962, filme que é considerado a obra-prima do cineasta, onde ele explora as principais características de sua obra cinematográfica: crítica social, humor corrosivo, compreensão profunda das fraquezas humanas e consciência melancólica da passagem do tempo. No ano seguinte, outro sucesso com "I Mostri" ("Os Monstros" no Brasil).
Mais dois destaques da carreira de Risi são "In Nome Del Popolo Italiano" ("Esse Crime Chamado Justiça" no Brasil), um de seus filmes com maior teor de crítica social, e "Profumo Di Donna" ("Perfume de Mulher", no Brasil), de 1974, que teve no elenco com Vittorio Gassman e Agostina Belli. O filme recebeu o prêmio César de melhor filme estrangeiro. Futuramente, ganharia um remake norte-americano, estrelado por Al Pacino.
Já nas décadas de oitenta e noventa, a obra de Risi perdeu a força e seus últimos trabalhos foram para a televisão. Em 2002, Dino Risi recebeu um Leão de Ouro do Festival de Cinema de Veneza pelo conjunto da obra. Em 7 de junho de 2008, Risi morreu em Roma, aos 91 anos.

## Filmografia
- Verso La Vita (1947)
- Vacanze col gangster (1952)
- Il viale della speranza (1953)
- L'amore in città - segmento Paradiso per 4 ore (1953)
- Il segno di Venere (1955)
- Pane, amore e... (1955)
- Poveri ma belli (1956)
- La nonna Sabella (1957)
- Bella ma povere (1957)
- Venezia, la luna e tu (1958)
- Il vedovo (1959)
- Poveri milionari (1959)
- Il mattatore (1959)
- Un amore a Roma (1960)
- A porte chiuse (1961)
- Una vita difficile (1961)
- Il sorpasso (1962)
- La marcia su Roma (1962)
- Il giovedì (1963)
- I mostri (1963)
- Le bambole - segmento La telefonata (1965)
- Il gaucho (1965)
- I complessi - segmento Una giornata decisiva (1965)
- L'ombrellone (1966)
- I nostri mariti - segmento Il marito di Attilia (1966)
- Operazione San Gennaro (1966)
- Il tigre (1967)
- Straziami, ma di baci saziami (1968)
- Il profeta (1968)
- Vedo nudo (1969)
- Il giovane normale (1969)
- In nome del popolo italiano (1971)
- La moglie del prete (1971)
- Noi donne siamo fatte così (1971)
- Mordi e fuggi (1973)
- Sessomatto (1973)
- Profumo di donna (1974)
- Telefoni bianchi (1976)
- Anima persa (1977)
- La stanza del vescovo (1977)
- I nuovi mostri - segmentos Con i saluti degli amici, Tantum ergo, Pornodiva, Mammina mammona e Senza parole (1977)
- Primo amore (1978)
- Caro papà (1979)
- Sono fotogenico (1980)
- I seduttori della domenica - segmento Roma (1980)
- Fantasma d'amore (1981)
- Sesso e volentieri (1982)
- ...e la vita continua (TV, 1984)
- Dagobert (1984)
- Scemo di guerra (1985)
- Teresa (1987)
- Il commissario Lo Gatto (1987)
- Il vizio di vivere (TV, 1989)
- Tolgo il disturbo (1990)
- Giovani e belli (1996)
- Esercizi di stile - segmento Myriam (1996)
- Le ragazze di Miss Italia (TV, 2002)